# Южное (Восточно-Казахстанская область)
Южное (каз. Южное) — упразднённое село в Уланском районе Восточно-Казахстанской области Казахстана. Входило в состав Гагаринского сельского округа. Находится примерно в 55 км к северо-западу от районного центра, посёлка Касыма Кайсенова. Код КАТО — 636247200. Ликвидировано в 2013 году.

## Население
По данным 1999 года в селе не было постоянного населения. По данным переписи 2009 года в селе проживали 3 человека (2 мужчины и 1 женщина).